# Justitia (tænketank)
 Denne artikel omhandler tænketanken. Opslagsordet har også en anden betydning, se Justitia.
 Der er for få eller ingen kildehenvisninger i denne artikel, hvilket er et problem. Du kan hjælpe ved at angive troværdige kilder til de påstande, som fremføres i artiklen.

Justitia er en juridisk tænketank i Danmark - den første af sin slags. Justitia beskæftiger sig med retsstatsprincipper og frihedsrettigheder blandt offentligheden, myndigheder, eksperter og beslutningstagere i Danmark og internationalt. Justitia blev stiftet 1. august 2014 med Jacob Mchangama som direktør.

## Formål
Tænketanken Justitias formål er at levere viden og løsningsforslag, som kan styrke retssikkerheden og frihedsrettighederne til den offentlige debat og retspolitiske dagsorden. 
Justitia har også som formål at forsvare grundlæggende retsprincipper gennem førelse af udvalgte principielle retssager på pro bono basis.

## Organisation
Justitia er en almennyttig forening, finansieret af sponsorater fra privatpersoner, fonde og virksomheder.[kilde mangler] Justitia er politisk uafhængig  og uafhængig af andre former for interesser.[kilde mangler] Justitia ledes af af en bestyrelse og et advisory board, og samarbejder desuden med en række eksterne eksperter.
Alle sponsorer er, som det normalt ses, ikke offentligt kendte, og i lighed med andre foreninger og private fonde er der ikke publiceret offentlige årsregnskaber. Nogle donorer ønsker dog selv at stå frem.

## Freedom Rights Project
Internationale aktiviteter føres indenfor rammen af  Freedom Rights Project (FRP)  og indgår i Justitias organisation, men  er dog ikke underlagt Justitias danske aktiviteter, og opererer således selvstændigt i forhold til den internationale dagsorden.